# Повторитель напряжения
Повторитель напряжения — усилитель электрических колебаний, охваченный отрицательной  обратной связью. В нём выходное напряжение подаётся на вход в противофазе. Эта схема имеет коэффициент усиления по напряжению менее единицы, при этом усиливая ток. Коэффициент усиления равен единице. 
Глубокая обратная связь обеспечивает высокое входное и низкое выходное сопротивление и широкую полосу пропускания, а также снижает искажения сигнала, обусловленные нелинейностью усилительного прибора (нелинейные искажения).

## Применение
Повторители напряжения широко используются в электронных контрольно-измерительных устройствах.

## Схема
Обычно повторитель напряжения строится на одиночных биполярных и полевых транзисторах или на  операционных усилителях.